# Bandeira de Stavropol
A Bandeira de Stavropol é um dos símbolos oficiais do Krai de Stavropol, uma subdivisão da Federação Russa. Foi aprovada em 15 de maio de 1997.

## Descrição
Seu desenho consiste em um retângulo comm proporção largura-comprimento de 15:25 em ouro com a imagem de uma cruz de São Jorge branca. As proporções da cruz são em relação à largura da bandeira de 5,5:4,1:5,5 na vertical e 7,5:4,5:13 no comprimento na horizontal. No centro da cruz está o brasão de armas do Krai de um tamanho de que não vai além da cruz branca. A relação da largura do pavilhão para a altura do emblema é de 6:16. 

## Simbolismo
- A cor ouro corresponde à cor da província. Ela simboliza o território (Krai) de Stavropol, como o ensolarado sul da Rússia, a região da agricultura e do ouro. Além de também ser a cor da riqueza e da fertilidade;
- O Branco simboliza pureza de intenção, a paz e a sabedoria.
- A cruz representa o nome do centro regional, a cidade de Stavropol, que em grego que dizer "A cidade da Cruz", a partir do qual, foi retirado o nome do território. Também indica Stavropol como o centro da diocese ortodoxa de Stavropol, no Norte do Cáucaso. A cruz também é um símbolo de proteção, e as características geográficas como "ponto de passagem" entre Rússia e do Cáucaso, Europa e Ásia, Norte e Sul, bem como o fato da região estar a uma distância igual entre o pólo norte e a linha do equador e entre os mares Cáspio e Negro. Além disso, a cruz de São Jorge é um símbolo tradicional da Rússia.
- Os Quatro finais da cruz mostram os quatro cantos do mundo, além das principais linhas da cultura e relações das econômicas, que está localizado na intersecção da região de Stavropol região, com a suas atrações natural-econômicas, culturais e históricas.